# 比達霍奇 (亞利桑那州)
比達霍奇（英語：Bidahochi）是位於美國亞利桑那州納瓦霍縣的一個非建制地區。該地的面積和人口皆未知。

## 地理
比達霍奇的座標為35°24′37″N 110°03′42″W / 35.41028°N 110.06167°W，而該地的平均海拔高度為1755米（即5758英尺）。